# حبيل السمة (ردفان)

تعديل مصدري - تعديل

حبيل السمة هي إحدى قرى عزلة الحبيلين بمديرية ردفان التابعة لمحافظة لحج، بلغ تعداد سكانها 141 نسمة حسب تعداد اليمن لعام 2004.